# Ана Тодоровић Диало
Ана Коланђели (Крагујевац, 1979) српска је позоришна глумица. Стална је чланица глумачког ансамбла Књажевско-српског театра у Крагујевцу.  

## Биографија
Рођена 18. септембра 1979. године у Крагујевцу. Дипломирала глуму на Факултету уметности у Приштини у класи Божидара Димитријевића.
Играла је и у представама Установе културе „Палилула“ – Сцене Стаменковић (Т. Штивичић, Двије) и Студентског културног центра у Београду (Ј. Реза, Арт). Учествовала у поеми Уста светилишта Б. Хорвата на Великом школском часу у Шумарицама.
Добитница је колективне Годишње награде Књажевско-српског театра као члан ансамбла представе Бајка о мртвој царевој кћери 2011. године и Годишње награде Књажевско-српског театра за улогу Хермије (Сан летње ноћи) 2017. године.
Остварила је улоге у ТВ филмовима Заједничко путовање и Акција Тигар, играним филмовима Звезде љубави и Љубавни случај, те у ТВ серијама Јелена, Идеалне везе, Неки нови клинци, Друго стање и Главом кроз зид.

## Улоге
У Књажевско-српском театру остварила следеће улоге: 
- Жена Подољца (М. Настасијевић, Код Вечите славине),
- Даша (М. Ојданић, Живот је све што те снађе),
- Нина (Н. Кољада, Бајка о мртвој царевој кћери),
- Есхил, Седам, копродукција са Академским камерним хором „Лицеум“ из Крагујевца,
- Дидина (Ј. Л. Карађале, Карневалски призори),
- Екатерина Давидовић (Р. Дорић, Чудо по Јоакиму),
- Анка (Б. Нушић, Госпођа министарка),
- Кумрија (Ђ. Милосављевић, Ђаво и мала госпођа),
- Ансамбл (Н. Брадић, Ноћ у кафани Титаник),
- Алисон (Д. Ц. Џексон, Моје бивше, моји бивши),
- Одри (К. Лудвиг, Преваранти у сукњи),
- Мајка Соја (Б. Ћопић, Башта сљезове боје),
- Хермија (В. Шекспир, Сан летње ноћи),
- Јелена Андрејевна (А. П. Чехов, Ујка Вања),
- Н. Кољада, Трезнилиште, копродукција са Установом културе „Вук Караџић“ из Београда, позориштима из Кикинде, Ужица, Лазаревца и Центра за културу из Обреновца,
- Наркоманка, Професор 2, Судија 2 и Туриста Бугарка (П. Михајловић, Двеста)
- Прва - алтернација (У. Визек, Ја од јутра нисам стао)
- Марија Вајцман (Ј. Кајго, Илда Гершнер)